# Nesle-Normandeuse
Nesle-Normandeuse település Franciaországban, Seine-Maritime megyében. Lakosainak száma 498 fő (2022. január 1.). Nesle-Normandeuse Blangy-sur-Bresle, Campneuseville, Hodeng-au-Bosc, Pierrecourt, Nesle-l’Hôpital és Senarpont községekkel határos.

## Népesség
A település népességének változása:
| Lakosok száma | 594  | 591  | 577  | 546  | 523  | 513  | 503  | 494  | 498  |
|               | 2013 | 2015 | 2016 | 2017 | 2018 | 2019 | 2020 | 2021 | 2022 |